# Блауштайн
Блауштайн (нім. Blaustein) — громада в Німеччині, знаходиться в землі Баден-Вюртемберг. Підпорядковується адміністративному округу Тюбінген. Входить до складу району Альб-Дунай.
Площа — 55,61 км2. Населення становить 16 303 ос. (станом на 31 грудня 2020).